# 133832 Loveridge
133832 Loveridge este o planetă minoră (asteroid), cu un diametru de 5,936 km, din centura de asteroizi. A fost descoperită pe 5 decembrie 2003 la Catalina Station⁠(d) de Catalina Sky Survey. 
Obiectul prezintă o orbită caracterizată de o semiaxă mare de 3,1319219844178 UAi, o excentricitate de 0,19994271337956, o înclinație de 14,215941377844 ° în raport cu ecliptica.